# 옥천군의 향토유적
옥천군의 향토유적은 다음 각 호에 해당하는 것을 말한다.
1. 「문화재보호법」 및 「충청북도 문화재 보호 조례」에 따라 지정되지 아니한 것으로서 향토의 역사상, 예술상, 학술상 가치가 있는 것과 이에 준하는 자료
2. 향후 문화재로서 보존가치가 있을 것으로 기대되는 유적
3. 향토문화·토속·풍속을 연구하는데 필요한 자료

## 지정 목록
| 번호     | 그림 | 명칭                | 소재지                            | 소유자 (관리자) | 지정·해제일자                                                              | 비고 |
| -------- | ---- | ------------------- | --------------------------------- | --------------- | -------------------------------------------------------------------------- | ---- |
| 2009-1호 |      | 밀성박씨 사당       | 옥천군 이원면 용방리 104번지      | 밀성박씨 종중   | 2009년 12월 28일 지정                                                      |      |
| 2009-2호 |      | 동학혁명 유적지     | 옥천군 청산면 한곡리 321번지 일원 | 박봉욱          | 2009년 12월 28일 지정                                                      |      |
| 2009-3호 |      | 예곡정사 (藝谷精舍) | 옥천군 청산면 예곡리 110번지      | 김완수          | 2009년 12월 28일 지정, 2011년 11월 4일 해제, 충북 문화재자료 제86호로 승격 |      |
| 2009-4호 |      | 조진사 고가         | 옥천군 청산면 지전리 199          | 고병도          | 2009년 12월 28일 지정                                                      |      |
| 2009-5호 |      | 춘추민속관          | 옥천군 옥천읍 문정리 6-1,2번지    | 정태희          | 2009년 12월 28일 지정                                                      |      |

## 참고 문헌
- 옥천군 홈페이지 - 고시/공고